# Cool Japan
Cool Japan (クールジャパン?, Kūru Japan) è un'espressione coniata nel 2002 per esprimere la rapida ascesa del Giappone a superpotenza culturale. Ottenuto un largo riconoscimento anche nel mondo accademico e mediatico, il marchio "Cool Japan" è stato fatto proprio anche dal governo giapponese così come dalle compagnie commerciali che sperano in questo modo di sfruttare il potenziale dell'industria culturale del paese. È stato descritto come una forma di soft power, ovvero «l'abilità di influenzare indirettamente il comportamento o l'interesse attraverso mezzi culturali o ideologici».